# HMS Dorsetshire (40)
HMS Dorsetshire byl těžký křižník sloužící v britském královském námořnictvu v období druhé světové války. Byl jednou ze dvou jednotek stejnojmenné třídy, která představovala třetí skupinu rozsáhlé třináctičlenné třídy County. Jeho sesterskou lodí byl těžký křižník HMS Norfolk. Křižník bojoval v druhé světové válce a byl potopen 5. dubna 1942 japonskými letadly při japonském nájezdu do Indického oceánu.

## Stavba

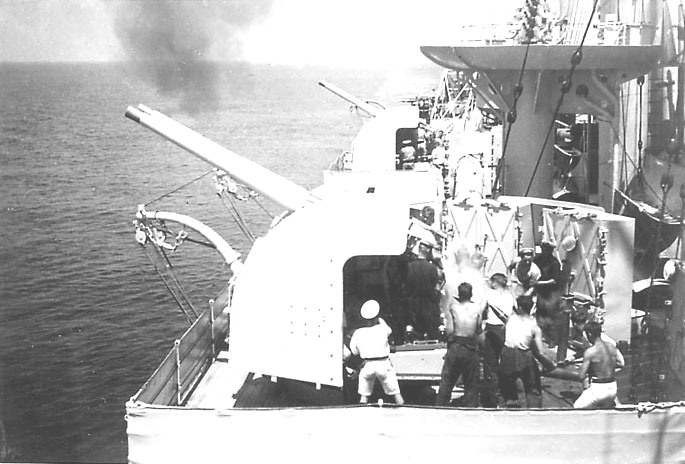
Pravoboční 102mm kanóny na palubě HMS Dorsetshire

Dorsetshire byl postaven v letech 1927–1930 v loděnicicích v Portsmouthu. V roce 1931 byl vybaven katapultem a v roce 1933 také osmi 12,7mm kulomety. V letech 1936–1937 byl modernizován, například u něj byla posílena výzbroj 40mm kanónů.

## Konstrukce
Hlavní výzbroj lodi tvořilo osm 203mm kanónů v dvoudělových věžích. Sekundární výzbroj představovalo osm 102mm kanónů umístěných rovněž ve dvoudělových věžích. Lehkou výzbroj tvořily 40mm kanóny a 12,7mm kulomety. Křižník dále nesl dva čtyřhlavňové 533mm torpédomety. Byl vybaven katapultem, ze kterého operovala dvojice letounů Supermarine Walrus.

## Operační nasazení

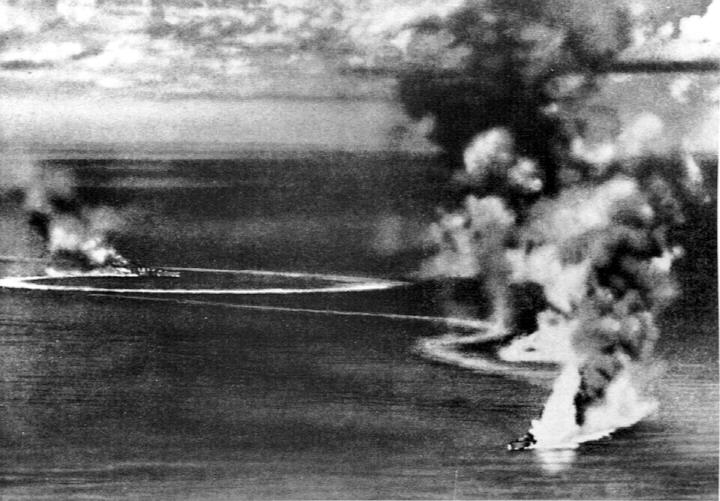
Dorsetshire a HMS Cornwall před potopením japonským náletem

Křižník se dne 27. května 1941 podílel na pronásledování a potopení německé bitevní lodi Bismarck. Po jeho potopení vzal společně s torpédoborcem HMS Maori, na palubu 110 přeživších námořníků. Dorsetshire byl spolu s těžkým křižníkem HMS Cornwall potopen dne 5. dubna 1942 poblíž Cejlonu japonskými palubními letouny během japonské operace C.